# Affektbrücke
Die Affektbrücke (Affekt = Gefühl) wurde erstmals 1997 von John Watkins benannt.
Der Begriff beschreibt die assoziative Verbindung einer in der Vergangenheit liegenden Ausgangssituation/Ausgangsgegenstand zu bekannten derzeitigen Situationen oder Dingen, die mit gleichen oder ähnlichen Gefühlen und damit einhergehenden körperlichen Empfindungen verknüpft sind.
Die Einführung des Begriffs hängt mit neueren neuropsychologischen Erkenntnissen zusammen, wonach es affektive Assoziationen unabhängig von Kognitionen und kognitiven Assoziationen geben kann.
Die Affektbrücke wird als Methode eingesetzt, um Ereignisse psychotherapeutisch zu bearbeiten, die oftmals weit zurückliegen, und unter deren unverarbeiteter emotionaler Belastung der Mensch noch aktuell leidet. Mit dieser Herangehensweise können die mit dem Ereignis verbundenen Gefühle und körperlichen Empfindungen aktualisiert und intensiviert werden, um so den Zugang zur therapeutischen Bearbeitung zu ermöglichen. Eine solche Bearbeitung ermöglicht dem Menschen,
sich von den belastenden Affekten frei zu machen und die Problematik neu zu verstehen.

## Anwendung in der Hypnotherapie
Die Hypnotherapie kennt und nutzt assoziative Prozesse, die nach dem Prinzip der Affektbrücke ablaufen.

## Anwendung in der Traumatherapie
Im Rahmen der Traumatherapie ist die Affektbrücke nach Watkins eine der bekannten und eingesetzten Brücken-Formen neben der ebenfalls verwendeten kognitiven und somatischen Brücke. Auch wurde sie mit Ressourcenarbeit kombiniert.
- Assoziatives Prozessieren als Methode des EMDR:
 Bei der Anwendung von Eye Movement Desensitization and Reprocessing/EMDR treten spontan Affektbrücken auf, während der Durcharbeitung oder Bearbeitung eines Schocktraumas mit der Technik des „assoziativen Prozessieren“. Beim assoziativen Prozessieren assoziiert der Patient spontan in Bereichen, die mit dem einmaligen Schocktrauma verbundenen sind, das er bearbeiten will. Es treten dabei Assoziationsketten (Aneinanderreihung von Affektbrücken) auf, wobei das klinische Erscheinungsbild an den Verlauf in einer Psychoanalytischen Therapie erinnert, jedoch mit beschleunigtem Ablauf (Hofmann 2006 S. 63).[4]
- Abreaktion als Phase beim EMDR:
 Im Verlaufe des EMDR-Prozesses, während der Phase der „Abreaktion“/ emotionale Entladung des Patienten, können sich ebenfalls Affektbrücken bilden. Hier ist die Möglichkeit der Auslösung erhöht (verstärkte Triggerung) (Hofmann 2006 S. 65). In diesem Prozess zeigen sich Affektbrücken durch vermehrtes Auftauchen von Erinnerungen, die bisher nicht bewusst waren.
- Float-Back als Technik innerhalb des EMDR:
 Im Rahmen der EMDR-Therapie wird die Affektbrücke außerdem als Technik („Float back Technique“) beschrieben (Francine Shapiro 2001)[5] und aktiv eingesetzt, um assoziativen Zugang zu Traumanetzwerken zu ermöglichen.

Die Float back Technik geht aus von einer aktuelleren belastenden Situation, zu der der Patient inneren Kontakt herstellen kann. Dabei ist der Zugang nötig zu dem belastendsten Bild dieser Situation, den belastenden Worten (negative Kognition) und dem zugehörigen Körpergefühl. Mit der Konzentration auf diese Dinge kann der Patient „in die Vergangenheit driften“ (float back), und so eine frühere Lebenssituation aktualisieren, aus der die Gefühle und Gedanken bekannt sind. Diese frühere Situation ist nun aufgrund der Affektbrücke der Bearbeitung zugänglich.